# Sân bay Ruacana
Sân bay Ruacana (ICAO: FYRC) là một sân bay ở Ruacana, Namibia.